# Pic Korjenevskoï
Le pic Korjenevskoï (tadjik : Қуллаи Корженевскӣ ; russe : Пик Корженевской) est le troisième sommet le plus élevé du Pamir et du Tadjikistan. C'est l'un des cinq « pics des léopards des neiges »  de l'ancienne Union soviétique. Il a été baptisé du nom d'Evguenia Korjenevskaïa, l'épouse du géographe russe Nikolaï Korjenevski.
Depuis 1991, et son indépendance, les autorités du Tadjikistan songent à changer son nom, et à lui donner un nom purement tadjik.

## Localisation
Le pic Korjenevskoï se trouve à environ 13 kilomètres au nord du pic Ismail Samani, le point le plus élevé des Pamir.